# Исупов, Лев Николаевич
Лев Николаевич Исупов (род. 30 июня 1955) — советский футболист, нападающий. Тренер, футбольный судья. Мастер спорта СССР.
Всю карьеру в командах мастеров провёл в кировском «Динамо». В 1972—1986 годах сыграл 465 матчей, забил три гола, был капитаном. Тренер в «Динамо» в 1990—1991 годах.
На любительском уровне выступал за команды «Машиностроитель» Белая Холуница (1988—1989), «Трёхречье» Советск.
Работник Вятского государственного университета.